# Alepes kleinii
 Alepes kleinii és una espècie de peix de la família dels caràngids i de l'ordre dels perciformes.

## Morfologia
Els mascles poden assolir els 16 cm de longitud total.

## Distribució geogràfica
Es troba des del Pakistan fins a Sri Lanka, costa est de l'Índia, Taiwan, Okinawa (Japó), les Filipines, Papua Nova Guinea i Austràlia.